# Bârlești (Bisztra község)
Bârlești románul: Bârlești, falu Romániában, Erdélyben, Fehér megyében. Közigazgatásilag Bisztra községhez tartozik.

## Fekvése
Bisztra mellett fekvő település.

## Története
Bârleşti korábban Bisztra része volt, 1956-ban vált külön 102 lakossal.
1966-ban 225, 1977-ben 201, 1992-ben 81, a 2002-es népszámláláskor pedig 59 román lakosa volt.